# Franco Armani
Franco Armani (Casilda, 16 ottobre 1986) è un calciatore argentino, portiere del River Plate. Con la nazionale argentina è stato campione del mondo nel 2022 e campione del Sud America nel 2021 e nel 2024.

## Biografia
Armani ha origini italiane, più precisamente toscane.

## Carriera

### Squadre di club
Cresciuto nelle giovanili del Club Atlético Central Córdoba, passò poi nel vivaio dell'Estudiantes (LP). Passato in prestito al Ferro Carril Oeste nel 2007, esordì tra i professionisti con questa squadra.
Per la stagione 2008-2009 si trasferì al Dep. Merlo, dove fu il portiere di riserva nel campionato di Primera B Metropolitana (la terza divisione), totalizzando 2 presenze nell'annata della promozione in Primera B Nacional, la seconda divisione.
Nel 2010 passò ai colombiani dell'Atlético Nacional di Medellín, compagine in cui militò per otto stagioni, affermandosi come portiere titolare. Insieme a Sebastián Pérez è il calciatore dell'Atlético Nacional che ha vinto più titoli nella storia della squadra, ben dieci, tra cui la Coppa Libertadores nel 2016.
Nel gennaio 2018 tornò in patria per blindare la porta del River Plate, con cui firmò un contratto triennale, rinnovato per un altro anno nel maggio seguente. Nel marzo 2018 fu eletto uomo-partita nel match di Supercopa Argentina 2017 vinto per 2-0 contro il Boca Juniors nel derby di Buenos Aires.
Nella seconda giornata del campionato argentino 2018-2019, riesce a toccare quota 800 minuti di gioco consecutivi senza subire reti, battendo il record di Amadeo Carrizo (788 minuti nel 1968) e stabilendo un primato nella storia del club. La striscia sarà prolungata sino al 1º settembre, arrivando a 965 minuti e collocandosi al secondo posto tra le sequenze di imbattibilità per un portiere del campionato argentino, dopo quelle di Carlos Montoya (825) e Jorge Traverso (842). Ha vinto la Coppa Libertadores 2018, la Copa Argentina 2018-2019 e la Recopa Sudamericana 2019.

### Nazionale
È stato convocato dal CT argentino Jorge Sampaoli per il campionato mondiale 2018 nonostante non avesse mai giocato una partita con la Selección. In precedenza aveva ricevuto un'offerta dal CT argentino della nazionale colombiana José Pekerman per rappresentare la Colombia.
Ha debuttato con la nazionale maggiore argentina il 26 giugno 2018, nella terza partita della fase a gironi del mondiale (decisiva per il passaggio dell'Argentina agli ottavi), scavalcando nelle gerarchie Willy Caballero dopo gli errori di quest'ultimo contro Islanda e Croazia. Armani ha fornito una buona prestazione nella partita vinta dalla selezione sudamericana per 2-1 contro la Nigeria, per poi giocare anche l'ottavo di finale, al termine del quale gli argentini sono stati estromessi dal torneo dalla Francia, futura vincitrice del torneo.
Con la selezione argentina ha poi giocato due edizioni della Coppa America, quella del 2019 e quella, vittoriosa, del 2021, nel corso della quale ha disputato una partita.
L'11 novembre 2022 viene convocato ai mondiali Qatar 2022 come secondo portiere della selezione argentina. Al termine della rassegna mondiale si laurea campione del mondo il 18 dicembre 2022

## Statistiche

### Presenze e reti nei club
Statistiche aggiornate al 14 agosto 2025.
| Stagione                 | Squadra                  | Campionato               | Campionato | Campionato | Coppe nazionali | Coppe nazionali | Coppe nazionali | Coppe continentali | Coppe continentali | Coppe continentali | Altre coppe | Altre coppe | Altre coppe | Totale | Totale | Totale |
| Stagione                 | Squadra                  | Comp                     | Pres       | Reti       | Comp            | Pres            | Reti            | Comp               | Pres               | Reti               | Comp        | Pres        | Reti        | Pres   | Reti   |        |
| ------------------------ | ------------------------ | ------------------------ | ---------- | ---------- | --------------- | --------------- | --------------- | ------------------ | ------------------ | ------------------ | ----------- | ----------- | ----------- | ------ | ------ | ------ |
| 2007-2008                | Ferro                    | PB                       | 1          | -4         | -               | -               | -               | -                  | -                  | -                  | -           | -           | -           | 1      | -4     |        |
| 2008-gen. 2009           | Ferro                    | PB                       | 1          | 0          | -               | -               | -               | -                  | -                  | -                  | -           | -           | -           | 1      | 0      |        |
| Totale Deportivo Merlo   | Totale Deportivo Merlo   | Totale Deportivo Merlo   | 2          | -4         |                 | -               | -               |                    | -                  | -                  |             | -           | -           | 2      | -4     |        |
| gen.-giu. 2009           | Deportivo Merlo          | PB                       | 2          | 0          | -               | -               | -               | -                  | -                  | -                  | -           | -           | -           | 2      | 0      |        |
| 2009-2010                | Deportivo Merlo          | PB                       | 35         | -37        | -               | -               | -               | -                  | -                  | -                  | -           | -           | -           | 35     | -37    |        |
| Totale Deportivo Merlo   | Totale Deportivo Merlo   | Totale Deportivo Merlo   | 37         | -37        |                 | -               | -               |                    | -                  | -                  |             | -           | -           | 37     | -37    |        |
| 2010                     | Atlético Nacional        | A                        | 2          | -4         | CC              | 0               | 0               | -                  | -                  | -                  | -           | -           | -           | 2      | -4     |        |
| 2011                     | Atlético Nacional        | A                        | 8          | -7         | CC              | 16              | -22             | -                  | -                  | -                  | -           | -           | -           | 24     | -29    |        |
| 2012                     | Atlético Nacional        | A                        | 3          | -6         | CC+SL           | 7+2             | -9 + -1         | -                  | -                  | -                  | -           | -           | -           | 12     | -16    |        |
| 2013                     | Atlético Nacional        | A                        | 14         | -11        | CC              | 6               | -3              | CS                 | 8                  | -4                 | -           | -           | -           | 28     | -18    |        |
| 2014                     | Atlético Nacional        | A                        | 21         | -17        | CC+SL           | 2+2             | -3 + -2         | CL+CS              | 7+12               | -7 + -10           | -           | -           | -           | 44     | -39    |        |
| 2015                     | Atlético Nacional        | A                        | 29         | -17        | CC+SL           | 2+2             | -3 + -3         | CL                 | 3                  | -4                 | -           | -           | -           | 36     | -27    |        |
| 2016                     | Atlético Nacional        | A                        | 20         | -14        | CC+SL           | 4+2             | -4 + 0          | CL+CS              | 14+10              | -6 + -5            | Cmc         | 2           | -5          | 52     | -34    |        |
| 2017                     | Atlético Nacional        | A                        | 38         | -25        | CC              | 4               | -5              | CL                 | 6                  | -8                 | RS          | 2           | -2          | 50     | -40    |        |
| Totale Atlético Nacional | Totale Atlético Nacional | Totale Atlético Nacional | 135        | -101       |                 | 49              | -55             |                    | 60                 | -44                |             | 4           | -7          | 248    | -207   |        |
| gen.-giu. 2018           | River Plate              | PD                       | 14         | -7         | CA              | 3               | -4              | CL                 | 14                 | -9                 | SA          | 1           | -0          | 32     | -20    |        |
| 2018-2019                | River Plate              | PD                       | 20         | -12        | CA              | 5               | 0               | CL                 | 11                 | -7                 | RS+Cmc      | 2+1         | -1 + -2     | 39     | -22    |        |
| 2019-2020                | River Plate              | PD                       | 21         | -15        | CdL+CA          | 6+3             | -10+ -1         | CL                 | 11                 | -9                 | SA+TCS      | 1+1         | 0+ -2       | 43     | -37    |        |
| 2021                     | River Plate              | PD                       | 21         | -16        | CdL             | 13              | -11             | CL                 | 9                  | -11                | TCS         | 1           | 0           | 44     | -38    |        |
| 2022                     | River Plate              | PD                       | 24         | -21        | CdL+CA          | 14+3            | -13+0           | CL                 | 7                  | -4                 | -           | -           | -           | 48     | -38    |        |
| 2023                     | River Plate              | PD                       | 26         | -17        | CdL+CA          | 15+1            | -15+ -1         | CL                 | 8                  | -14                | SA+TCS      | 1+1         | -1+0        | 52     | -48    |        |
| 2024                     | River Plate              | PD                       | 22         | -16        | CdL+CA          | 15+2            | -13+ -1         | CL                 | 12                 | -8                 | -           | -           | -           | 51     | -38    |        |
| 2025                     | River Plate              | PD                       | 20+2       | -10+-1     | CA              | 1               | 0               | CL                 | 7                  | -7                 | SI+CmC      | 1+3         | 0+-3        | 34     | -21    |        |
| Totale River Plate       | Totale River Plate       | Totale River Plate       | 168+2      | -114+-1    |                 | 81              | -69             |                    | 79                 | -69                |             | 13          | -9          | 343    | -267   |        |
| Totale carriera          | Totale carriera          | Totale carriera          | 344        | -257       |                 | 130             | -124            |                    | 138                | -114               |             | 17          | -16         | 630    | -510   |        |

### Cronologia presenze e reti in nazionale
| Cronologia completa delle presenze e delle reti in nazionale ― Argentina | Cronologia completa delle presenze e delle reti in nazionale ― Argentina | Cronologia completa delle presenze e delle reti in nazionale ― Argentina | Cronologia completa delle presenze e delle reti in nazionale ― Argentina | Cronologia completa delle presenze e delle reti in nazionale ― Argentina | Cronologia completa delle presenze e delle reti in nazionale ― Argentina | Cronologia completa delle presenze e delle reti in nazionale ― Argentina | Cronologia completa delle presenze e delle reti in nazionale ― Argentina |
| Data                                                                     | Città                                                                    | In casa                                                                  | Risultato                                                                | Ospiti                                                                   | Competizione                                                             | Reti                                                                     | Note                                                                     |
| ------------------------------------------------------------------------ | ------------------------------------------------------------------------ | ------------------------------------------------------------------------ | ------------------------------------------------------------------------ | ------------------------------------------------------------------------ | ------------------------------------------------------------------------ | ------------------------------------------------------------------------ | ------------------------------------------------------------------------ |
| 26-6-2018                                                                | San Pietroburgo                                                          | Nigeria                                                                  | 1 – 2                                                                    | Argentina                                                                | Mondiali 2018 - 1º turno                                                 | -1                                                                       |                                                                          |
| 30-6-2018                                                                | Kazan'                                                                   | Francia                                                                  | 4 – 3                                                                    | Argentina                                                                | Mondiali 2018 - Ottavi di finale                                         | -4                                                                       |                                                                          |
| 12-9-2018                                                                | East Rutherford                                                          | Colombia                                                                 | 0 – 0                                                                    | Argentina                                                                | Amichevole                                                               | -                                                                        |                                                                          |
| 22-3-2019                                                                | Madrid                                                                   | Argentina                                                                | 1 – 3                                                                    | Venezuela                                                                | Amichevole                                                               | -3                                                                       |                                                                          |
| 8-6-2019                                                                 | San Juan                                                                 | Argentina                                                                | 5 – 1                                                                    | Nicaragua                                                                | Amichevole                                                               | -1                                                                       |                                                                          |
| 15-6-2019                                                                | Salvador                                                                 | Argentina                                                                | 0 – 2                                                                    | Colombia                                                                 | Coppa America 2019 - 1º turno                                            | -2                                                                       |                                                                          |
| 20-6-2019                                                                | Belo Horizonte                                                           | Argentina                                                                | 1 – 1                                                                    | Paraguay                                                                 | Coppa America 2019 - 1º turno                                            | -1                                                                       | 45’                                                                      |
| 23-6-2019                                                                | Porto Alegre                                                             | Qatar                                                                    | 0 – 2                                                                    | Argentina                                                                | Coppa America 2019 - 1º turno                                            | -                                                                        |                                                                          |
| 28-6-2019                                                                | Rio de Janeiro                                                           | Venezuela                                                                | 0 – 2                                                                    | Argentina                                                                | Coppa America 2019 - Quarti di finale                                    | -                                                                        |                                                                          |
| 2-7-2019                                                                 | Belo Horizonte                                                           | Brasile                                                                  | 2 – 0                                                                    | Argentina                                                                | Coppa America 2019 - Semifinale                                          | -2                                                                       |                                                                          |
| 6-7-2019                                                                 | San Paolo                                                                | Argentina                                                                | 2 – 1                                                                    | Cile                                                                     | Coppa America 2019 - Finale 3º posto                                     | -1                                                                       |                                                                          |
| 8-10-2020                                                                | Buenos Aires                                                             | Argentina                                                                | 1 – 0                                                                    | Ecuador                                                                  | Qual. Mondiali 2022                                                      | -                                                                        |                                                                          |
| 13-10-2020                                                               | La Paz                                                                   | Bolivia                                                                  | 1 – 2                                                                    | Argentina                                                                | Qual. Mondiali 2022                                                      | -1                                                                       |                                                                          |
| 12-11-2020                                                               | Buenos Aires                                                             | Argentina                                                                | 1 – 1                                                                    | Paraguay                                                                 | Qual. Mondiali 2022                                                      | -1                                                                       |                                                                          |
| 17-11-2020                                                               | Lima                                                                     | Perù                                                                     | 0 – 2                                                                    | Argentina                                                                | Qual. Mondiali 2022                                                      | -                                                                        |                                                                          |
| 28-6-2021                                                                | Cuiabá                                                                   | Bolivia                                                                  | 1 – 4                                                                    | Argentina                                                                | Coppa America 2021 - 1º turno                                            | -1                                                                       |                                                                          |
| 25-3-2022                                                                | Buenos Aires                                                             | Argentina                                                                | 3 – 0                                                                    | Venezuela                                                                | Qual. Mondiali 2022                                                      | -                                                                        |                                                                          |
| 6-6-2022                                                                 | Pamplona                                                                 | Argentina                                                                | 5 – 0                                                                    | Estonia                                                                  | Amichevole                                                               | -                                                                        |                                                                          |
| 28-3-2023                                                                | Santiago del Estero                                                      | Argentina                                                                | 7 – 0                                                                    | Curaçao                                                                  | Amichevole                                                               | -                                                                        | 80’                                                                      |
| Totale                                                                   |                                                                          | Presenze                                                                 | 19                                                                       |                                                                          | Reti                                                                     | -18                                                                      |                                                                          |

## Palmarès

### Club

#### Competizioni nazionali
- Campionato colombiano: 5

Atlético Nacional: 2011-I, 2013-I, 2013-II, 2014-I, 2015-II
- Copa Colombia: 2

Atlético Nacional: 2012, 2013
- Súper Liga: 2

Atlético Nacional: 2012, 2016
- Supercopa Argentina: 2

River Plate: 2017, 2019
- Copa Argentina: 1

River Plate: 2018-2019
- Trofeo de Campeones de la Liga Profesional: 2

River Plate: 2021, 2023
- Campionato argentino: 2

River Plate: 2021, 2023

#### Competizioni internazionali
- Coppa Libertadores: 2

Atlético Nacional: 2016
River Plate: 2018
- Recopa Sudamericana: 2

Atlético Nacional: 2017
River Plate: 2019

### Nazionale
- Coppa America: 2

Brasile 2021, Stati Uniti 2024
- Coppa dei Campioni CONMEBOL-UEFA: 1

Finalissima 2022
- Campionato mondiale: 1

Qatar 2022